# Sagsay sum
Sagsay sum (mongoliska: Сагсай Сум, Сагсай, Sagsay Sum) är ett distrikt i Mongoliet.   Det ligger i provinsen Bajan-Ölgij, i den västra delen av landet, 1 300 km väster om huvudstaden Ulaanbaatar.